# فيليب كوهن
فيليب كوهن (بالإنجليزية: Philip Cohen)‏ هو أحيائي بريطاني، ولد في 22 يوليو 1945 في ميدلسكس في المملكة المتحدة.